# アン・クロフトン (初代クロフトン女男爵)
初代クロフトン女男爵アン・クロフトン（英語: Anne Crofton, 1st Baroness Crofton、旧姓クローカー（Croker）、1751年1月11日 – 1817年8月12日）は、アイルランド貴族。

## 生涯
トマス・クローカー（Thomas Croker）と妻アン（Anne、旧姓（Ryves）、ウィリアム・の娘）の娘として、1751年1月11日に生まれた。
1767年4月13日、第2代準男爵サー・エドワード・クロフトン（1746年8月17日 – 1797年9月28日）と結婚、3男6女をもうけた。
- キャサリン・アン（1772年 – ?） - 夭折[2]
- キャロライン（1773年10月10日 – 1858年9月1日[2][3]）
- ルイーザ（1775年3月20日 – 1805年11月2日） - 1803年6月8日、サー・ペレグリン・メイトランド（英語版）（1777年 – 1854年5月30日）と結婚[2]
- フランシス（Frances、1777年5月4日 – 1831年3月24日） - 1802年4月2日、セント・ジョージ・コールフィールド（St. George Caulfeild、1780年 – 1810年5月16日、ジョン・コールフィールドの息子[4]）と結婚[2]
- エドワード（1778年10月25日 – 1816年1月6日） - 第3代準男爵[2]
- ハリエット（Harriet、1781年2月4日 – 1837年7月3日） - 1806年5月22日、ジェームズ・コールフィールド（James Caulfeild、チャールズ・コールフィールド閣下の長男[4]）と結婚、子供あり[2][3]
- マーカス・トマス・ヘンリー（1783年9月4日 – 1833年10月19日） - 聖職者[2]
- ジョージ・アルフレッド（1785年9月11日 – 1858年2月23日） - 海軍軍人[3]
- ウィリアム・ゴージェス（William Gorges、1787年8月27日 – 1814年4月14日） - 陸軍軍人。バイヨンヌの戦い（英語版）で戦死[2]
- オーガスタ（1789年1月4日 – 1832年12月29日） - 1823年5月、海軍士官ジェームズ・コールフィールド（James Caulfeild、1851年10月22日没、ウィリアム・コールフィールド大佐の次男[4]）と結婚、子供あり[2][3]

夫の第2代準男爵は1768年から1769年までと1776年から1797年までアイルランド庶民院議員を務めた政治家だったが、1797年9月に死去した。その後、アンは夫の功績により1798年3月8日にアイルランド貴族であるロスコモン県におけるモートのクロフトン女男爵に叙された。この爵位の継承権は第2代準男爵の男系男子に与えられた。
1817年8月12日に死去、長男エドワードに先立たれたため孫エドワードが爵位を継承した。